# Спомен-биста доктора Косте Тодоровића у Београду
Спомен-биста доктора Косте Тодоровића у Београду налази се у кругу Клиничког центра Србије, испред Клинике за инфективне и тропске болести, која носи његово име. Дело је познате српске вајарке Љубинке Савић Граси.

## Коста Тодоровић
Коста Тодоровић (1987-1975), био је познати српски лекар, инфектолог, професор Медицинског факултета у Београду.
Током своје плодне каријере објавио је преко 150 научних и стручник радова на српском и страним језицима. Међу првима је у Србији препознао о којој се болести ради током епидемије вариоле вере у Југославији 1972. године.
За дописног члана САНУ изабран је 1947. године, а за редовног 1948. Био је члан Националне академије за медицину у Паризу. Коста Тодоровић је за свој рад добио велики број домаћих и страних призања.
Међу значајнија дела спадају књиге: Уџбеник “Акутне и инфективне болести” и “Приручник за лечење туберкулозног менингитиса”.